# Phippsiella longicornis
Phippsiella longicornis är en kräftdjursart som beskrevs av Gurjanova 1962. Phippsiella longicornis ingår i släktet Phippsiella och familjen Stegocephalidae. Inga underarter finns listade i Catalogue of Life.